# Wollongong Showground
 (avril 2025).
Si vous disposez d'ouvrages ou d'articles de référence ou si vous connaissez des sites web de qualité traitant du thème abordé ici, merci de compléter l'article en donnant les références utiles à sa vérifiabilité et en les liant à la section « Notes et références ».
Le Wollongong Showground, nommé pour des raisons commerciales WIN Stadium , est un stade principalement consacré au rugby à XIII et au football, situé à Wollongong en Nouvelle-Galles du Sud en Australie. Il a été construit en 1911, il est la propriété de Wollongong Sportsground Trust. La capacité normale du stade est de 23 000 places assises.
Le stade est l'hôte des équipes de rugby à XIII des Dragons de St. George Illawarra disputant la National Rugby League et des Steelers d'Illawarra disputant le Championnat de Nouvelle-Galles du Sud.

## Évènements
- Coupe du monde de rugby à XV 2003
- Coupe du monde de rugby à XIII 2008